# Gerald Balfour
Gerald William Balfour (ur. 9 kwietnia 1853, zm. 14 stycznia 1945) – brytyjski polityk, członek Partii Konserwatywnej, minister w rządach lorda Salisbury’ego i Arthura Balfoura, swojego starszego brata.
Gerald był czwartym synem Jamesa Maitlanda Balfoura i lady Blanche Cecil, córki 2. markiza Salisbury. Wykształcenie odebrał w Eton College oraz w Trinity College na Uniwersytecie Cambridge.
W 1885 r. został wybrany do Izby Gmin jako reprezentant okręgu Leeds Central. Początkowo zasiadał w parlamentarnej komisji pracy, następnie zaś został prywatnym sekretarzem swojego brata Arthura. W 1895 r. objął stanowisko Głównego Sekretarza Irlandii. W 1900 r. został członkiem gabinetu jako przewodniczący Zarządu Handlu. W 1905 r. został na krótko przewodniczącym Rady Samorządu Lokalnego. Od 1895 r. był członkiem irlandzkiej Tajnej Rady, a od 1905 r. Tajnej Rady Wielkiej Brytanii. Stanowiska rządowe utracił po upadku konserwatywnego gabinetu w grudniu 1905 r. Z miejsca w Izbie Gmin zrezygnował rok później.
Po zakończeniu kariery politycznej Balfour został przewodniczącym Komisji Zarządu Latarniami Morskimi (1908). Reprezentował również Uniwersytet Cambridge w Komisji Uniwersytetów Oksford i Cambridge. Był honorowym doktorem prawa Uniwersytetu Cambridge i członkiem Trinity College. Po śmierci swojego starszego brata w 1930 r., na mocy specjalnego zezwolenia królewskiego, odziedziczył tytuł 2. hrabiego Balfour i zasiadł w Izbie Lordów.
W 1887 r. poślubił lady Elizabeth Edith Bulwer-Lytton (12 czerwca 1867 – 28 marca 1942), córkę Roberta Bulwera-Lyttona, 1. hrabiego Lytton, i Edith Villiers, córki Edwarda Ernesta Villiersa. Gerald i Elizabeth mieli razem jednego syna i pięć córek:
- Eleanor Balfour
- Ruth Balfour (zm. 30 sierpnia 1967)
- Mary Edith Balfour (zm. 21 stycznia 1894)
- Evelyn Barbara Balfour (ur. 16 lipca 1898)
- Robert Arthur Lytton Balfour (31 grudnia 1902 – 28 listopada 1968), 3. hrabia Balfour
- Kathleen Constance Blanche Balfour (1912 – 20 sierpnia 1996)

Lord Balfour zmarł w 1945 r. Tytuł parowski odziedziczył jego jedyny syn.